# Přátelství za všechny peníze
Přátelství za všechny peníze (v anglickém originále Pay Pal) je 21. díl 25. řady (celkem 551.) amerického animovaného seriálu Simpsonovi. Scénář napsal David H. Steinberg a díl režíroval Michael Polcino. V USA měl premiéru dne 11. května 2014 na stanici Fox Broadcasting Company a v Česku byl poprvé vysílán 1. ledna 2015 na stanici Prima Cool.

## Děj
Marge připravuje dort na oslavu, ale když se těsto rozprskne po celé kuchyni, je nucena koupit dort v obchodě. Na oslavě Marge položí koupený dort na stůl ve stejnou chvíli, kdy nový soused položí na stůl tentýž dort. Přes počáteční obavy se Marge cítí dobře při setkání s Boothem Wilkesem-Johnem, Britem, který Marge pozve na večerní hru pro dospělé se svou ženou. Marge chce jít, ale obává se, že jí Homer zkazí další večer her pro dospělé. V posteli si s Homerem povídá o tom, že nemá žádné přátele, nicméně Líza se ozve s tím, že jí samotné nevadí, že nemá přátele, což Marge velmi zneklidní. V domě nových sousedů se Marge a Homer vmísí mezi hosty. Hra začíná hraním rolí podle hry Clue a Homer nevědomky odhalí vraha v příběhu, což přiměje hostitele, aby Simpsonovy vyhodil. 
Marge je v depresi z toho, že Líza nemá přátele, a tak se rozhodne uspořádat večírek pro Lízu a pozvat všechny, kdo ji znají, aby si našla přátele. Přijde jen jeden chlapec, a tak pro něj Marge s Homerem uspořádají rychlou oslavu a pošlou ho s pryč s dárky právě v momentě, když Líza přijde domů. Na Springfieldské základní škole se Marge snaží přijít na to, proč Líza nemá žádné kamarády. Slečna Hooverová Marge řekne, že ji nikdo ve třídě nemá rád, protože se ke všem chová příliš panovačně nebo se snaží ostatním vnutit své názory. 
Když má třída nacvičovat tanec, zůstane Líza bez partnera, dokud nezasáhne Tumi, studentka zvenčí, a nezachrání situaci. Tumi má stejné zájmy jako Líza, ale Bart je zjevně podezřívavý a má obavy, aby Líza nebyla podvedena. Když Bart sleduje Tumi do herny Krusty Burgeru, dozví se pravdu, když je svědkem toho, jak ji Marge uplácí. Cítí se zrazen a znechucen jejím jednáním, a proto okamžitě předá fotografii s důkazem Líze, jež Marge za její jednání rozzlobeně konfrontuje. Líza matce řekne, že kdyby počkala, našla by si přítele za deset let. Když se jí Marge snaží omluvit, Líza jí odmítá odpustit a stáhne se do svého pokoje. 
Zatímco Marge trucuje, děda jí prozradí, že zaplatil Lennymu a Carlovi, aby se spřátelili s Homerem na pískovišti, a dodnes jsou přátelé. Když má Líza v úmyslu říct o svém utrpení každému psychiatrovi, její matka se rozpláče, přičemž Lízu tajně potěší, že našla novou taktiku, jak z Marge dostat, co chce. Když však vidí vzlykající Marge, přiměje to Lízu, aby se jí omluvila a popřála jí ke Dni matek. Homer a Bart utečou, zjevně rozhořčeni, že zapomněli na Den matek. 
Druhý den se Tumi omluví Líze za své chování a za přijetí úplatku od Marge. Také přizná, že se s Lízou kamarádí ráda. Líza jí odpustí, ale žádá ji, aby k ní byla od nynějška upřímnější. Líza ji však opustí, když se Tumi přizná, že není vegetariánka a jí koňské maso.

## Přijetí
Dennis Perkins z The A.V. Clubu dal epizodě hodnocení B: „S trochou snahy mohlo být Přátelství za všechny peníze, předposlední díl této řady, něčím výjimečným. Ústřední příběh o Marge, která se zoufale snaží zajistit, aby Líza nevyrůstala bez přátel, je přesně tím typem zápletky zaměřené na rodinu, která často vytváří nejlepší epizody Simpsonových. Najdeme zde několik dobrých gagů a několik dojemných momentů a vztah Marge a Lízy zůstává plodný. Jenže stejně jako mnoho dalších dílů této řady i Přátelství za všechny peníze příliš předbíhá ustavující zápletku a nutí emocionální jádro příběhu ke zběsilému spěchu před závěrečnými titulky.“.
Díl získal rating 1,6 a sledovalo jej celkem 3,66 milionu lidí, čímž se stal druhým nejsledovanějším pořadem bloku Animation Domination.
David Steinberg byl za scénář k této epizodě nominován na Cenu Sdružení amerických scenáristů za vynikající scénář k animovanému filmu na 67. ročníku těchto cen.